# Samsung Experience
Samsung Experience(삼성 익스피리언스)는 삼성전자가 자사의 안드로이드 기반 갤럭시 브랜드 전화에 사용하는 사용자 인터페이스이다. 원래 이름은 터치위즈였으며, 2016년 말 삼성 갤럭시 S7의 안드로이드 누가의 베타 빌드에서 현재의 명칭으로 변경되었다. Samsung Experience의 후속은 One UI이다.

## 역사

### 터치위즈
터치위즈는 삼성이 자사의 UI와 아이콘에 사용했던 이전 명칭이었다. 2010년 6월 4일 갤럭시 S 스마트폰용으로 처음 출시되었다.터치위즈가 가장 먼저 탑재된 피쳐폰은 햅틱이다. 평론가들은 특히 갤럭시 S4에 수많은 기능과 블롯을 포함한 것에 대해 비평하였다. 그러나 그 이후 여러 해 동안 삼성은 터치위즈가 더 이상 터치위즈로 인식되지 않을 때까지 점진적으로 블롯웨어와 부가 기능들을 제거하다가 이름이 변경되기에 이르렀다.

### 상표
2016년 12월 15일, 삼성은 "Samsung Experience"라는 이름의 상표를 로고와 함께 등록하였다.

## 기능
- 홈 스크린
- 엣지 UX
  - 태스크 엣지
  - 피플 엣지
  - 앱스 엣지
  - 엣지 패널
  - 퀵 툴
  - 엣지 피드
- 그레이스 UX
- Always-On Display
- 파일 관리자
- 게임 런처
  - 게임 툴즈
- 빅스비
  - 빅스비 보이스
  - 빅스비 비전
  - 빅스비 홈
  - 리마인더
- S 펜 (갤럭시 노트 시리즈 한정)
  - 에어 커맨드
  - 스마트 셀렉트
  - 삼성 노트
  - 라이브 메시지
  - 스크린 오프 메모
  - 글랜스
  - 확대
  - 번역

## 버전 역사
| 버전                                                 | 출시일          | 기능 |
| ---------------------------------------------------- | --------------- | --- |
| Samsung Experience 8 (업데이트된 버전의 그레이스 UX) | 2017년 1월 9일  | 재설계된 UI - 통일성 있는 아이콘. - 더 세련된 룩. 업데이트된 엣지 UX - 새로운 태스크 엣지 옵션. 기울여 언락 - 전화를 위로 기울여 언락. 업데이트된 Always-On 디스플레이 - 서드파티 앱 및 캘린더 알림. - 사용자 지정 서명. - 스크린 오프 메모. - 추가 시계 스타일. 삼성 클라우드 - 15 GB 무료 클라우드 스토리지. 테마 스토어의 추가 기능 - 아이콘 팩 지원 포함. 블루라이트 필터 - 화면 불빛의 따뜻함 조정. 와이드 셀카 - 최대 120도 시야각의 셀카.                                                     |
| Samsung Experience 8.1 (갤럭시 S8과 함께 출시)       | 2017년 4월 21일 | 디자인 변경 - 아웃라인 아이콘 - 기타 트윅 DeX - 데스크톱 경험을 위해 갤럭시 S8를 모니터, 키보드, 마우스에 연결. 빅스비 (갤럭시 S8 한정) - 사용자로부터 학습하는 인텔리전트 인터페이스. 이메일 및 메시지와 같은 앱을 선택할 수 있으며 통보 기능을 하거나 설정을 이해하고 삼성 기기를 설정할 수 있다. 빅스비 비전 (갤럭시 S8 한정) - 카메라를 통해 외국어 번역, 명함 스캔, QR 코드 스캔 삼성 커넥트 지원 - 스마트 어플라이언스 제어 기타 - 앱 드로어(App Drawer)를 위해 위로 스와이프 - 설정 틀 재설계 |
| Samsung Experience 8.5 (갤럭시 노트 8과 함께 출시)   | 2017년 9월 15일 | 더 안정적인 UI - 프레임 드롭 없음 - 개선된 사용자 인터페이스 얼굴 및 홍채 인식 개선 - 더 효율적이고 더 빨라짐 앱 페어 - 멀티 윈도를 사용하여 2개의 앱을 한 번에 열기 확장된 S 펜 기능 |
| Samsung Experience 9.0 (갤럭시 S9과 함께 출시)       | 2018년 2월 26일 | Samsung 갤러리, Samsung 메시지 앱 아이콘, UI 변경. - 프레임 좀 더 안정화. - 뒷면 지문인식 홈키를 이용해 상단바를 내리는 기능을 두 가지 더 추가. Always on display 밝기 조절 - 신규 AOD 디자인 - 대기 화면 여러번 움직임. (번인 방지) 적용된 디바이스에 최적화 됨. |
| Samsung Experience 9.5 (갤럭시 노트9과 함께 출시)    | 2018년 9월 9일  | 빅스비 2.0 - 자연스러운 대화 - 개인화된 추천 - 빨라진 응답 시간 이모티콘 - 이모티콘 11.0 지원 |
| Samsung Experience 10.0 (베타 버전의 One UI)         | 2018년 11월     | 이 부분의 본문은 One UI 입니다. |

## 지원 기기
- Samsung Experience 9
  - Samsung Experience 9.0 기반
    - 삼성 갤럭시 S9 계열 단말기
    - 삼성 갤럭시 S8 계열 단말기 오레오 업데이트로 적용
    - 삼성 갤럭시 노트 8 오래오 업데이트로 적용
    - 삼성 갤럭시 노트 FE 오레오 업데이트로 적용
    - 삼성 갤럭시 S7 계열 단말기 오레오 업데이트로 적용
    - 삼성 갤럭시 A5 2017 5월 8일 업데이트
    - 삼성 갤럭시 A7 2017  5월 28일 업데이트
    - 삼성 갤럭시 A8 2018 7월 18일 업데이트
    - 삼성 갤럭시 A8 (2016) 오레오 업데이트로 적용
    - 삼성 갤럭시 A7 (2018) 오레오 기본 탑재
    - 삼성 갤럭시 A6 (2018) 오레오 기본 탑재
    - 삼성 갤럭시 진(A6+) (2018)  오레오 기본 탑재
    - 삼성 갤럭시 J6 (2018) 오레오 기본 탑재
    - 삼성 갤럭시 A9 (2018) 오레오 기본탑재

- - Samsung Experience 9.5 기반
    - 삼성 갤럭시 노트 9
    - 삼성 갤럭시 탭 S4
    - 삼성 갤럭시 탭 S 10.5
    - 삼성 갤럭시 J5 (2017) 오레오 업데이트로 적용
    - 삼성 갤럭시 와이드2 2018 11월 29일 업데이트
    - 삼성 갤럭시 J7 (2017) 오레오 업데이트로 적용
    - 삼성 갤럭시 A9 Pro (2019) 오레오 기본 탑재

- Samsung Experience 8
  - Samsung Experience 8.0 기반
    - 삼성 갤럭시 S6 누가 업데이트로 적용
    - 삼성 갤럭시 S6 엣지 누가 업데이트로 적용
    - 삼성 갤럭시 S6 엣지 플러스 누가 업데이트로 적용
    - 삼성 갤럭시 S7
    - 삼성 갤럭시 S7 엣지
    - 삼성 갤럭시 노트 5 누가 업데이트로 적용
    - 삼성 갤럭시 A3 (2016)
    - 삼성 갤럭시 A5 (2016)
    - 삼성 갤럭시 A7 (2016)
    - 삼성 갤럭시 탭 S2
    - 삼성 갤럭시 탭 S3
    - 삼성 갤럭시 탭 A 10.1 2016
    - 삼성 갤럭시 탭 A 10.1 2016 with S Pen

- - Samsung Experience 8.1 기반
    - 삼성 갤럭시 S8
    - 삼성 갤럭시 S8 플러스
    - 삼성 갤럭시 노트 FE
    - 삼성 갤럭시 A7 (2017) (한국 모델)
    - 삼성 갤럭시 J5 (2017)
    - 삼성 갤럭시 J7 (2017)
    - 삼성 갤럭시 A8 (2016)
    - 삼성 갤럭시 A3 (2017)
    - 삼성 갤럭시 A5 (2017) (누가업데이트후 2017.8.21)
    - 삼성 갤럭시 A7 (2017) (글로벌 모델)
    - 삼성 갤럭시 On7(2016)(누가 업데이트 후)
    - 삼성 갤럭시 J7 (2016) (누가 업데이트 후)
    - 삼성 갤럭시 A8 (2015) (누가 업데이트 후)

  - Samsung Experience 8.5 기반
    - 삼성 갤럭시 노트 8
    - 삼성 갤럭시 A8 (2018)
    - 삼성 갤럭시 J5 (2016) 누가 업데이트로 적용
    - 삼성 갤럭시 와이드 누가 업데이트로 적용
    - 삼성 갤럭시 J2 Pro (2018, 공신폰) 누가 기본탑재

## 같이 보기
- 터치위즈
- 삼성 갤럭시